# سیارک ۱۰۱۳۰
سیارک ۱۰۱۳۰ (به انگلیسی: 10130 Ardre، نامگذاری:1993FJ50) ده هزار و صد و سیمین سیارک کشف شده‌است که در ۱۹ مارس ۱۹۹۳ کشف شد.
قدر مطلق سیارک برابر ۱۵٫۵ است.